# Jørgen Mohr
 Ikke at forveksle med Georg Mohr.
Jørgen Mohr (27. oktober 1940-) var rigsrevisor fra 1985-1995 og medlem af Den Europæiske Revisionsret fra 1995 til 2001.
Mohr har endvidere været sætterigsrevisor i forskellige sager om SKAT, da Henrik Otbo erklærede sig personligt inhabil i behandlingen af sagerne.
Jørgen Mohr startede sin karriere i staten i Finansministeriet, kom senere til Udenrigsministeriet og i 1971 til 1. revisionsdepartement og i 1976 til Rigsrevisionen.